# Baptornis
Baptornis ('duikende vogel') is een geslacht van uitgestorven niet vliegende watervogels uit het Laat-Krijt, zo'n 87-80 miljoen jaar geleden (ruwweg Midden-Coniacien tot Midden-Campanien). De fossielen van Baptornis advenus, de typesoort, werden ontdekt in Kansas, dat in die tijd grotendeels werd bedekt door de Western Interior Seaway, een ondiepe schelpenzee. Het is nu bekend dat het ook is voorgekomen in het huidige Zweden, waar de Toergajstraat uitmondde in de oude Noordzee; mogelijk gebeurde het in het hele Holarctisch gebied.

## Naamgeving
Verzamelaar G.P. Cooper, werkend voor professor Othniel Charles Marsh, ontdekte de eerste fossielen van deze vogel op 4 juli 1876, in de Smoky Hill Chalk van Gove County of Logan County, Kansas. Dit was, naast Archaeopteryx, een van de eerste vogels uit het Mesozoïcum die bekend werd bij de wetenschap.
In 1877 benoemde Marsh de typesoort Baptornis advenus. De geslachtsnaam is afgeleid van het Grieks baptein, 'duiken', en ornis, 'vogel'. De soortaanduiding betekent 'vreemdeling' in het Latijn.
Het lectotype is YPM 1465, de rechtertarsometatarsus, dus de middenvoet, van een volwassen dier. Het paralectotype is YPM 5768, de tarsometatarsus van een jong dier. Oorspronkelijk waren beide specimina door Marsh verenigd als een holotype YPM 1465. Pas in 1915 werd onderkend dat het twee individuen betreft en pas in 1976 werden de lectotypen gesplitst. Later zijn er meer complete skeletten toegewezen, maar de fossiele resten zijn schaars. Het belangrijkste skelet is specimen UNSM 20030, ontdekt door George Fryer Sternberg in 1937.

## Beschrijving
Baptornis werd ongeveer een meter lang. Zijn vleugels waren sterk gereduceerd en hij kon niet meer vliegen. Wel waren in de vleugel nog alle skeletelementen aanwezig. De voeten waren juist zeer groot om mee te peddelen. De botten zijn zwaar, om beter te duiken. De schedel is slecht bekend. Mogelijke fragmenten van de praemaxilla wijzen op een lange spitse snuit met tanden.
Van Baptornis zijn enkele onderscheidende kenmerken vastgesteld. Het scheenbeen heeft op de binnenzijde een sterk uitstekend kam. De halswervels zijn zeer langwerpig. Het ravenbeksbeen mist een processus procoracoideus. Op de ribben buigen de processus uncinati aan hun bases naar boven. Het pygostyle, het vergroeide staartuiteinde, is langer dan vier wervels. Het pygostyle is overdwars sterk afgeplat. Het schaambeen en zitbeen liggen dicht tegen elkaar. De knieschijf is breder dan hoog. De groeve op bovenste buitenzijde van de tibiotarsus voor het contact met het kuitbeen is nauw en diep. De groeven tussen de gewrichtsvlakken van de tarsometatarsus reiken niet verder naar boven dan de bovenrand van het tweede vlak.

## Ecologie
Er bestaat meer materieel bewijs voor de ecologie van Baptornis advenus dan voor enig ander lid van de Hesperornithes, met de mogelijke uitzondering van Hesperornis regalis, maar er valt nog veel te gissen. De vogel ter grootte van een duiker was van gemiddelde grootte onder zijn verwanten en had een duidelijk langwerpige nek. Vermoedelijk gedroeg het zich dus op een manier die vergelijkbaar is met de hedendaagse slangenhalsvogels, jagend op kleinere, meer beweeglijke prooien dan zijn grotere verwanten. In tegenstelling tot een slangenhalsvogel kon hij zijn prooi echter niet spietsen, maar hield hem in plaats daarvan vast met zijn snavel zoals de huidige zaagbek.
De wateren die het bewoonde waren vrij ondiepe epicontinentale of schelpenzeeën. Overblijfselen die ver van de prehistorische kust zijn gevonden, suggereren dat hij zich ofwel ver weg waagde en/of broedde op eilanden. Er is een aanzienlijk aantal jonge exemplaren bekend. Deze komen meestal uit het noordelijke deel van zijn verspreidingsgebied - het huidige Canada en Alaska - hoewel ze ook in Kansas zijn gevonden. Dit suggereert dat de vogels trekvogels waren, zoals sommige pinguïns tegenwoordig, en in de zomer naar het noorden trokken om te broeden. Het Krijt had een veel warmer klimaat dan nu; de wateren bewoond door Baptornis waren subtropisch tot gematigd.
Hoewel hij uitstekend was aangepast aan zwemmen en duiken, wordt aangenomen dat Baptornis op het land onhandig was en zichzelf met zijn poten langs de rotsen duwde in plaats van echt te lopen. De natuurlijke positie van de onderbenen was vlak tegen het lichaam, met de poten zijwaarts gestrekt en dus zou het niet rechtop kunnen staan zonder om te vallen. In tegenstelling tot Hesperornis die vrijwel zeker op zijn buik moest glijden als een zeehond, was het onderbeen van Baptornis niet zo stevig langs de zijkanten van het lichaam geplaatst. Het zou dus gemakkelijker zijn geweest om zijn voeten onder zijn lichaam te plaatsen met de tenen naar voren gericht en hij zou kleine huppeltjes of zelfs een onhandig waggelen kunnen maken, terwijl het lichaam laag bij de grond werd gehouden.
De enige zekere vermelding van het voedsel van Hesperornithes dat tot nu toe is gevonden, is afkomstig van Baptornis: Specimen UNSM 20030 werd gevonden in verband met enkele coprolieten. Dit zijn kleine ronde brokken - misschien een centimeter in diameter of zo - en bevatten de overblijfselen van een kleine soort van de 'sabeltandharing' Enchodus, mogelijk Enchodus parvus. Baptornis had vermoedelijk krachtige maagsappen en braakte de meest onverteerbare delen van zijn prooi uit als een braakbal, zoals de meeste levende visetende vogels doen, omdat de overblijfselen van Enchodus slechts een klein deel uitmaken van de massa van de coprolieten, waarvan de meeste onopvallende uitwerpselen waren.

## Systematiek
Baptornis was verwant aan de grotere, bekendere Hesperornis. Beiden behoorden tot de Hesperornithes, een groep prehistorische vogels die uniek waren aangepast aan duiken en zwemmen, en tanden hadden. Overigens leken ze eerder op levende vogels dan op meer basale dinosauriërachtige vormen zoals Archaeopteryx of op de Enantiornithes.
Omdat Baptornis nogal eigenaardig was onder de Hesperornithes, is er de familie Baptornithidae voor opgericht. Momenteel wordt dit door de meesten als monotypisch beschouwd. Onlangs werd echter vastgesteld dat de veronderstelde 'Krijtflamingo' Parascaniornis stensioi uit het Laat-Krijt van het eiland Ivö in Zweden geen flamingo was en ook niet, zoals door anderen wordt gesuggereerd, een gaviiform of een procellariiform, maar eigenlijk hoort bij Baptornis. Omdat er onvoldoende materiaal is voor een goede vergelijking, is het niet bekend of het ook een jonger synoniem is van Baptornis advenus of een tweede soort.
In 2004 werd aangekondigd dat er materiaal van een tweede soort werd voorbereid voor beschrijving. Dit exemplaar was ongeveer twee keer zo zwaar als het type Baptornis advenus. De botten waren gevonden in de lagere Pierre Shale van zuidwestelijk South Dakota. James Martin en Amanda Cordes-Person noemden deze soort Baptornis varneri in 2007, maar hij werd later opnieuw geclassificeerd als een soort van het geslacht Brodavis en was mogelijk niet nauw verwant aan Baptornis advenus.
Daarnaast worden soms twee andere prehistorische duikvogels uit het Laat-Krijt in de Baptornithidae geplaatst:
Potamornis is naar alle waarschijnlijkheid een lid van de Hesperornithes. Het is echter onduidelijk met welke van deze het nauwst verbonden is; sommigen plaatsen het in de Baptornithidae.
Interessanter - of controversiëler - is het geval van Neogaeornis. Deze vogel, waarvan de resten in Chili zijn gevonden, zou ook een baptornithide kunnen zijn. Anderen beschouwen het als nauw verwant aan bepaalde moderne vogels, ofwel de Gaviiformes of de Procellariiformes.